# Karis Watson
Karis Elizabeth Watson (Rock Hill, 30 dicembre 1992) è una pallavolista statunitense, centrale dell'Athletes Unlimited.

## Carriera

### Club
La carriera pallavolistica di Karis Watson inizia nei tornei scolastici della Carolina del Sud, giocando per la Rock Hill HS. Dopo il diploma gioca a livello universitario con la Clemson, in NCAA Division I, dal 2011 al 2014.
Firma il suo primo contratto professionistico in Inghilterra, ingaggiata per l'annata 2016-17 dal Team Essex, in Super 8s; si trasferisce quindi in Svezia nella stagione 2017-18, per difendere i colori dell'Hylte/Halmstad, in Elitserien, mentre nella stagione seguente emigra in Portogallo, vestendo la maglia del Famalicão, in Primeira Divisão.
Nel campionato 2019-20 approda nella 1. Bundesliga tedesca col Suhl, mentre nel campionato seguente si accasa nella Lega Nazionale A svizzera col Kanti. Dopo due annate nel club di Sciaffusa e qualche mese di inattività, nella seconda parte della stagione 2022-23 è di scena nel campionato cadetto francese con il Saint-Dié-des-Vosges; nella stagione seguente, invece, partecipa all'Athletes Unlimited 2023 e alla Pro Volleyball Federation 2024 con le Atlanta Vibe.
Disputa poi la quarta edizione dell'Athletes Unlimited.